# Industry (serie de televisión)
Industry es una serie de televisión británica de drama creada por Mickey Down y Konrad Kay. Lena Dunham participa como directora del episodio piloto.
La serie se estrenó el 9 de noviembre de 2020 en HBO y el 10 de noviembre de 2020 en BBC Two. En diciembre de 2020, fue renovada para una segunda temporada, la cual fue estrenada el 1 de agosto de 2022. En octubre, fue renovada por una tercera temporada estrenada el 11 de agosto de 2024.

## Premisa
Industry sigue a un grupo de jóvenes graduados que compiten por un cupo limitado de puestos permanentes en Pierpoint & Co, un prestigioso banco de inversión de Londres.

## Elenco y personajes

### Principales
- Myha'la Herrold como Harper Stern, una mujer de Nueva York que ha viajado a Londres con la esperanza de trabajar para Pierpoint & Co.
- Marisa Abela como Yasmin Kara-Hanani, una graduada de habla árabe y español que trabaja en Ventas de Divisas (FX) en Pierpoint & Co.
- Ken Leung como Eric Tao, director general de Ventas de Productos Cruzados en Pierpoint & Co.
- Mark Dexter como Hilary Wyndham, director general de Ventas de Divisas en Pierpoint & Co.
- David Jonsson como Gus Sackey, un graduado de Eton y Oxford, y el compañero de piso de Robert.
- Sagar Radia como Rishi Ramdani (temporada 2-3, recurrente 1)[5]
- Harry Lawtey como Robert Spearing
- Ben Lloyd-Hughes como Greg Grayson
- Priyanga Burford como Sara Dhadwal
- Conor Macneill como Kenny Kilbane, Vicepresidente de Ventas de Divisas en Pierpoint & Co.
- Freya Mavor como Daria Greenock, Vicepresidenta de Ventas de Productos Cruzados (CPS) en Pierpoint & Co.
- Derek Riddell como Clement Cowan
- Nabhaan Rizwan como Hari Dhar, un graduado de habla urdu que trabaja en Fusiones y Adquisiciones.
- Will Tudor como Theo Tuck, un analista de investigación para Pierpoint.
- Sarah Parish como Nicole Craig
- Andrew Buchan como Felim Bichan
- Amir El-Masry como Usman Abboud
- Alex Alomar Akpobome como Danny Van Deventer (temporada 2)
- Nicholas Bishop como Maxim Alonso (temporada 2, recurrente 1)
- Katrine De Candole como Celeste Pacquet (temporada 2)
- Indy Lewis como Venetia Berens (temporada 2-3, invitada 1)
- Trevor White como Bill Adler (temporada 2-3, invitada 1)
- Caoilfhionn Dunne como Jackie Walsh (temporada 2, recurrente 1)
- Jay Duplass como Jesse Bloom (temporada 2)
- Adam Levy como Charles Hanani (temporada 2-3)
- Sonny Poon Tip como Leo Bloom (temporada 2)
- Faith Alabi como Aurore Adekunle (temporada 2-3)
- Elena Saurel como Anna Gearing (temporada 2)
- Miriam Petche como Sweetpea Golightly (temporada 3)
- Sarah Goldberg como Petra Koenig (temporada 3)
- Kit Harington como Sir Henry Muck (temporada 3)

### Recuerrentes
- Jonathan Barnwell como Seb Oldroyd (temporada 1)
- Joshua James como Justin Klineman
- Helene Maksoud como Azar Kara (temporada 1)
- Alexandra Moen como Candice Allbright
- Brittany Ashworth como Diana (temporada 2)
- Adain Bradley como John-Daniel Stern (temporada 2)
- Rick Warden como Bob Spearing Senior (temporada 2)
- Ruby Bentall como Lucinda Young
- Kare Conradi como Kaspar Zenden (temporada 1)
- Branden Cook como Todd Barber (temporada 1)
- James Nelson-Joyce como Jamie Henson (temporada 2)

## Temporadas
| Temporada | Temporada | Episodios | Episodios | Emisión original       | Emisión original         |
| Temporada | Temporada | Episodios | Episodios | Primera emisión        | Última emisión           |
| --------- | --------- | --------- | --------- | ---------------------- | ------------------------ |
|           | 1         | 8         | 8         | 9 de noviembre de 2020 | 21 de diciembre de 2020  |
|           | 2         | 8         | 8         | 1 de agosto de 2022    | 19 de septiembre de 2022 |
|           | 3         | 8         | 8         | 11 de agosto de 2024   | 29 de septiembre de 2024 |

### Temporada 1 (2020)
| N.º | Título                | Dirigido por   | Escrito por                             | Fecha de emisión original | Audiencia (millones) |
| --- | --------------------- | -------------- | --------------------------------------- | ------------------------- | -------------------- |
| 1   | «Induction»           | Lena Dunham    | Mickey Down y Konrad Kay                | 9 de noviembre de 2020    | 0.089                |
| 2   | «Quiet and Nice»      | Tinge Krishnan | Mickey Down y Konrad Kay                | 16 de noviembre de 2020   | 0.127                |
| 3   | «Notting Hill»        | Tinge Krishnan | Sam H. Freeman                          | 23 de noviembre de 2020   | 0.124                |
| 4   | «Sesh»                | Ed Lilly       | Mickey Down y Konrad Kay                | 30 de noviembre de 2020   | 0.111                |
| 5   | «Learned Behavior»    | Ed Lilly       | Mickey Down y Konrad Kay                | 7 de diciembre de 2020    | 0.116                |
| 6   | «Nutcracker»          | Tinge Krishnan | Kate Verghese, Mickey Down y Konrad Kay | 14 de diciembre de 2020   | 0.086                |
| 7   | «Pre-Crisis Activity» | Mary Nighy     | Mickey Down & Konrad Kay                | 21 de diciembre de 2020   | 0.113                |
| 8   | «Reduction in Force»  | Ed Lilly       | Mickey Down y Konrad Kay                | 21 de diciembre de 2020   | 0.103                |

## Producción
Industry marca el debut en series de televisión de los escritores Mickey Down y Konrad Kay. Otros escritores que participan son Sam H. Freeman y Kate Verghese. La serie está dirigida por Lena Dunham, Tinge Krishnan, Ed Lilly y Mary Nighy.
La serie se filmó en Cardiff a mediados de 2019.

## Recepción
En Rotten Tomatoes, tiene una calificación de aprobación del 79% basada en 33 revisiones, con una calificación promedio de 7.77/10. El consenso crítico del sitio web dice: «Aunque las críticas sociales de Industry tienden hacia la escritura superficial y nítida, y un conjunto excelente hacen que sea fácil disfrutar del drama de trabajo de todos modos.» En Metacritic, la temporada tiene una puntuación promedio 69 sobre 100, basada en revisiones de 17 críticos, lo que indica «críticas generalmente favorables».